# قرارداد (مجموعه تلویزیونی)
قرارداد (انگلیسی: Pakt) یک سریال لهستانی است که در سال ۲۰۱۵ منتشر شد. فصل اول این مجموعه بر پایه یک سریال تلویزیونی نروژی به نام ابلیس ساخته شد اما فصل دوم آن، موضوع و برداشتی بکر و نوآورانه داشت.

## بازیگران

### اصلی
- مارچین دوروچینسکی
- ویتولد دنبیتسکی
- آدام ورونوویچ
- ماریوش بوناشفسکی
- سباستیان فابیانسکی

### دوره‌ای
- ماگدالنا چلتسکا
- ادوارد لینده-لوباشنکو
- مارتا نیرداکیویچ
- آنا رادوان
- یاتسک پونیه‌جاویک
- ماگدالنا بوچارسکا
- پیوتر فرونچوسکی
- گژگوش دامینتسکی
- لئون خارِویچ
- ماگدالنا پوپوافسکا
- گژگوش ماوِتسکی
- زبیگنیف زاماخوفسکی
- ماگدالنا بروس
- بوریس شیتس
- آرتور یانوشاک
- ووکاش سیملات
- تومیرا کُوالیک
- ماگدالنا کوتا
- کینگا پرایس
- رافائو ماچکوویاک
- ماگدالنا چروینسکا
- مارچین پرخوچ
- وویچیخ متسفالدوفسکی
- پشمیسواف بلوشچ
- فیلیپ پوآویاک
- آندژی دِسکور
- آرتور کرایفسکی
- آندژی کونوپکا
- یانوش خابیور
- وویچیخ کالاروس